# Lisa Niebank

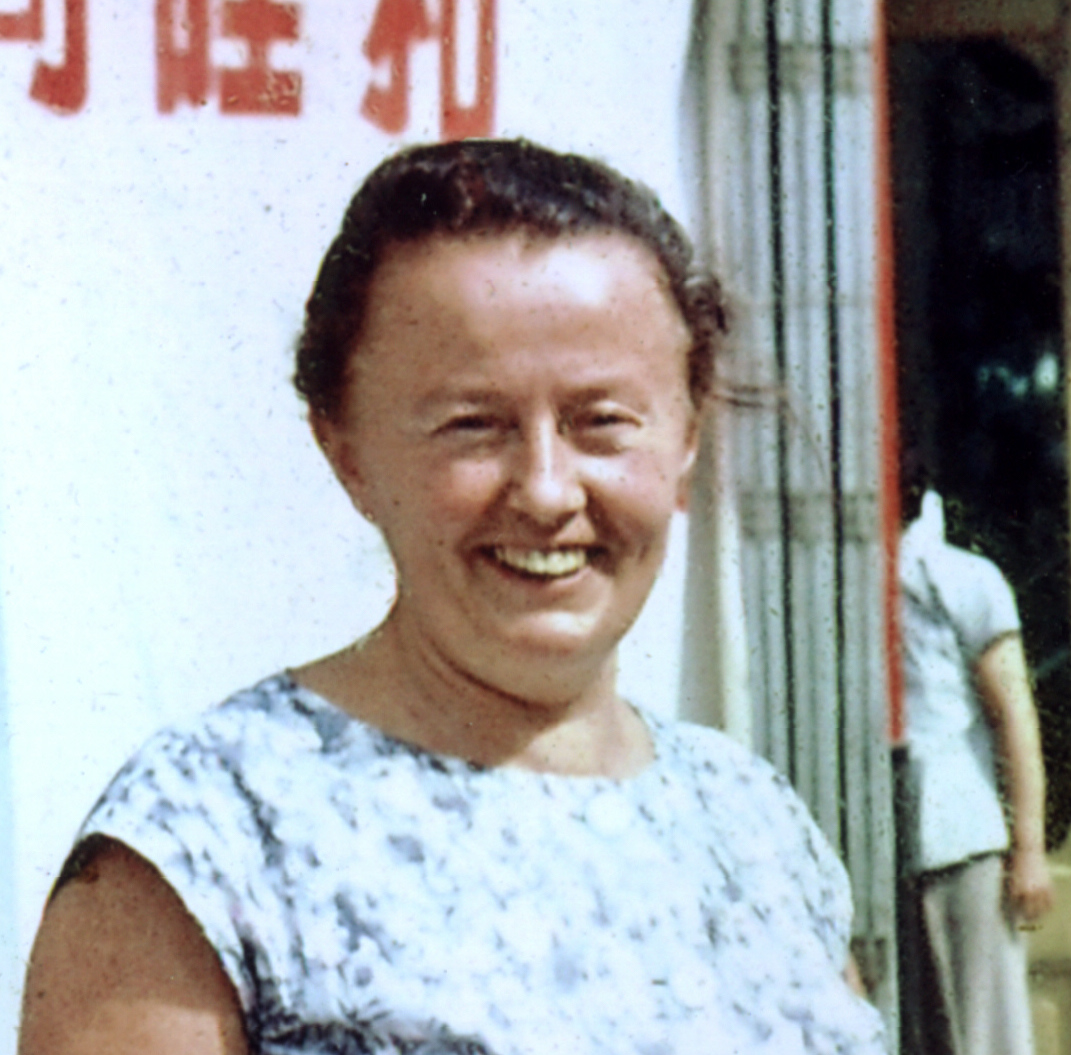
Lisa Niebank in Peking, 1966

Lisa Catharina Niebank (* 22. Juli 1913 in Hamburg; † 4. April 1980 in Peking) war eine deutsche Pädagogin und Antifaschistin.

## Leben und Wirken

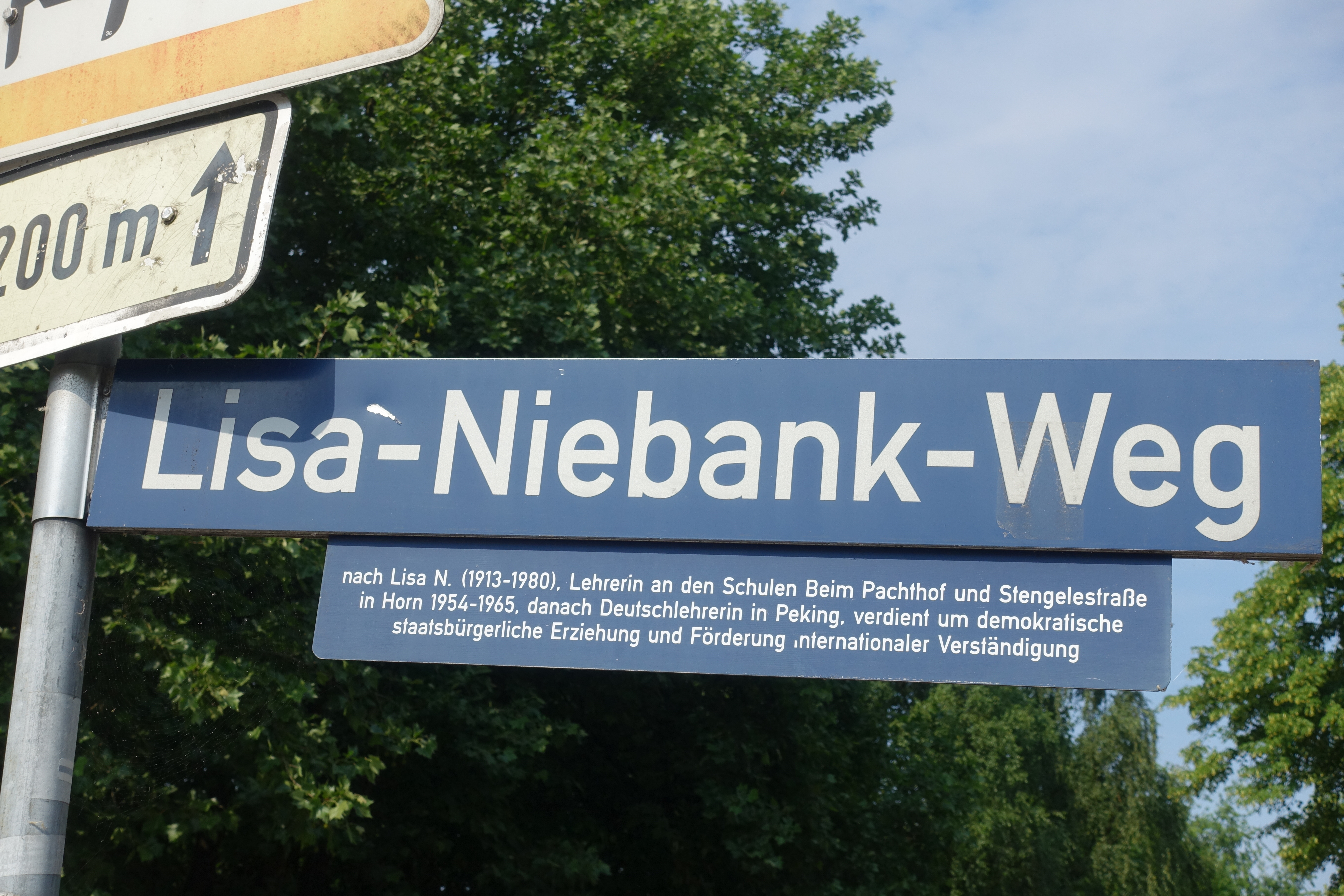
Lisa-Niebank Straßenschild in Hamburg-Horn (2018)

Lisa Niebank war die Tochter von Gerd Niebank und dessen Ehefrau Anna, geborene Schoof. Der sozialistisch geprägte Vater unterrichtete als Reformpädagoge in der Volksschule Ludwigstraße in Hamburg-St. Pauli. Von 1926 bis 1929 amtierte er als Vorsitzender der Gesellschaft der Freunde des vaterländischen Schul- und Erziehungswesens.
Nach dem Besuch der Volksschule Telemannstraße von 1920 bis 1927 wechselte Lisa Niebank auf eine Aufbauschule in Hamburg, wo sie sechs Jahre blieb. Beide Bildungseinrichtungen galten als reformpädagogisch ausgerichtet. Im Februar 1933 bestand sie die Reifeprüfung und studierte anschließend bis 1936 Erziehungswissenschaften, Philosophie, Psychologie und Zoologie an der Universität Hamburg. Während dieser Zeit engagierte sie sich ehrenamtlich für die Gefährdeten-Gruppen des Hamburger Jugendamtes. Die Behörde hob 1935 in einem Zeugnis hervor, dass Niebank eine „ruhige Art“ habe und verständnisvoll „auf die Eigenart der Kinder“ eingehe.
Ein Verkehrsunfall Ende 1935 verzögerte Niebanks Ausbildung. Sie bestand die Prüfung als Volksschullehrerin daher erst im April 1937. Einen Monat später begann sie an der Volksschule ABC-Straße in Wedel und wechselte 1940/41 an die Volksschule Hübbesweg 9 in Hamburg-Hamm. 1942 wurde sie offiziell zur Lehrerin ernannt. Die zweite Lehramtsprüfung legte sie 1944 mit Auszeichnung ab. Ursel Hochmuth sagte später, dass Niebank in der antinazistischen, nach der Schule benannten „Telemann-Gruppe“ aktiv gewesen sei. Eine ehemalige Schülerin schilderte, dass sie politisch und rassistisch Verfolgte Personen unterstützt und ihnen beispielsweise Ausreisen in die Schweiz ermöglicht habe.
Nach Kriegsende lehrte Niebank anfangs an der Volksschule Spadenland. 1949 erhielt sie einen lebenslänglichen Beamtenstatus. Ein Jahr später wechselte sie an die Luisenschule Bergedorf, deren Volksschulzug sie leitete. 1954 verlegte sie ihren Wohnort von Bergedorf an den Habichtsplatz in Hamburg-Barmbek. Zeitgleich wechselte sie an die Schulen Beim Pachthof und Stengelestraße, wo sie bis 1965 unterrichtete. Der zuständige Schulrat hielt 1959 fest, dass Niebank „eine der tüchtigsten, vor allem gewissenhaftesten Lehrerinnen in Hamburg“ sei. In ihrem Unterricht versuchte sie, die Verbrechen während der Zeit des Nationalsozialismus darzustellen, was zu dieser Zeit selten war. Dabei hob sie die Bedeutung von Demokratie, Frieden und Völkerverständigung hervor.
Neben der Arbeit als Lehrerin betätigte sich Niebank ehrenamtlich: Um 1950 engagierte sie sich in der „Schulpolitischen Hauptstelle“ des Allgemeinen Deutschen Lehrer- und Lehrerinnenvereins. Von 1951 bis 1953 wirkte sie im Hamburger Landesvorstand der Gewerkschaft Erziehung und Wissenschaft. Niebank stand in Kontakt mit dem sogenannten „Schwelmer Kreis“, der als antifaschistisch ausgerichteter Zusammenschluss von Pädagogen ab 1952 die Verständigung zwischen Ost und West unterstützte. Veranstaltungen der Organisation, bei der sich Pädagogen aus mehreren Nationen trafen, fanden im Sonnenberg-Haus im Harz statt.
1958 reiste Niebank für zwei Monate nach Israel, wo sie Kontakte aus der Jugendzeit pflegte. 1952 bereiste sie zu Studienzwecken die USA, 1959 die Sowjetunion und 1960/61 Ägypten und andere arabische Länder. Dafür verzichtete sie auf ihr Gehalt. Niebanks besonderes Interesse galt jedoch China und der dortigen Wandlung von einer halbfeudalen Gesellschaft zu einer sozialistischen Ordnung, verbunden mit einer verbesserten Ernährung, Bildung und Gesundheitsversorgung. Dorthin reiste sie erstmals 1964. Da die gesellschaftspolitische Entwicklung in Deutschland ihre Erwartungen nicht erfüllte, nahm Niebank 1956 einen Lehrauftrag an der Fremdsprachenschule Nr. 2 der Universität Peking an. Am 14. Juli 1965, in den Hamburger Schulferien, verließ sie Hamburg. Da sie die Schule während des laufenden Schuljahres kurzfristig verlassen hatte, kündigte das Personalamt des Senats das Beamtenverhältnis. Als Kündigungsgrund nannte der Senat, dass Niebank den Wohnort „ohne Zustimmung der obersten Dienstbehörde“ gewechselt habe.
In Peking wurde Niebank Zeitzeugin des Beginns der Kulturrevolution. 1966 arbeitete sie zwischenzeitlich für einen chinesischen Fremdsprachenverlag und unterstützte eine Arbeitsgruppe, die die Worte des Vorsitzenden Mao Tsetung ins Deutsche übersetzte. Niebank hielt Mao für einen „genialen“ Führer und glaubte daran, dass sich China auf dem Weg in eine klassenlose Gesellschaft befand, in der sich Menschen selbst verwirklichen könnten. Obwohl es im Zuge der Kulturrevolution zu gewalttätigen Auseinandersetzungen kam, stellte Niebank China stets positiv dar. Hierüber schrieb sie insbesondere in der Wochenschrift Neue Politik, die Wolf Schenke in Hamburg verlegte. 1968 veröffentlichte die marxistisch-leninistische Monatsschrift Roter Morgen einen Privatbrief Niebanks, in dem sie festhielt, glücklich zu sein „in einem Land zu leben, in dem man dabei ist, eine Welt im Sinne des unverfälschten Marxismus – das heißt eines realen Humanismus – aufzubauen“. 1969 kritisierte sie in einem „Offenen Brief“, der in der Neuen Politik erschien, den Hamburger Bürgermeister Herbert Weichmann, der dazu aufgerufen hatte, deutsche Mao-Anhänger nach China zu exportieren, „damit sie dort lernen, was sie an der Demokratie haben“.
1970 lebte Niebank für kurze Zeit erneut in Hamburg, ging aber wenig später nach China zurück. Dort arbeitete sie als renommierte Sprachdozentin und wurde nach ihrem Tod 1980 auf dem Ehrenfriedhof Babaoshan in Peking beigesetzt. 2001 wurde sie mehrfach geehrt: Ihre ehemalige Schülerin Rita Schöffler, die von Lisa Niebanks Zivilcourage stark geprägt wurde, gab als Materialsammlung die Lisa-Niebank-Gedenkschrift heraus. Außerdem setzte sie sich dafür ein, einen 850 Meter langen Abschnitt des Europäischen Wanderweges nahe der Hamburg-Horn in „Lisa-Niebank-Weg“ umzubenennen. Dies erfolgte am 1. September 2001 durch die damalige Justiz- und Bezirkssenatorin Lore Maria Peschel-Gutzeit. An den Schulen Beim Pachthof und Stengelestraße befinden sich seitdem ihr zu Ehren Gedenktafeln.
Ein ehemaliger Student, der bei ihr Deutsch gelernt hatte und später Generalkonsul Chinas (1997–2003) in Hamburg wurde, Chen Jianfu, war bei der Benennung des Lisa-Niebank-Weges anwesend und schilderte, sie habe sich in der „chaotischen Zeit der Kulturrevolution immer für ihre Schülerinnen und Schüler eingesetzt“. Die Bibliothek der Pekinger Fremdsprachenschule erhielt übrigens Lisa Niebanks Namen.
Am 19. Dezember 2019 wurde der Urnenplatz in Peking aufgelöst. Die Urne, die enthaltene Asche und die Vorsatzplatte kamen in Niebanks Heimatstadt Hamburg. Die Asche wurde am 30. März 2020 auf dem Hamburger Friedhof Ohlsdorf beigesetzt und mit der Vorsatzplatte bedeckt (Grabanlage AE38 164 - 165). Die Holzurne steht im Friedhofsmuseum Hamburg-Ohlsdorf.